# 1954년 아시안 게임 레슬링
1954년 아시안 게임 레슬링 경기는 1954년 5월 1일부터 5월 3일까지 필리핀 마닐라에서 열렸다. 이 경기는 남자 자유형만 포함되었다.

## 메달 집계
| 순위 | 국가         | 금메달 | 은메달 | 동메달 | 합계 |
| ---- | ------------ | ------ | ------ | ------ | ---- |
| 1    | 일본         | 6      | 1      | 0      | 7    |
| 2    | 파키스탄     | 1      | 1      | 2      | 4    |
| 3    | 필리핀       | 0      | 2      | 1      | 3    |
| 4    | 대한민국     | 0      | 1      | 2      | 3    |
| 5    | 인도         | 0      | 1      | 1      | 2    |
| 6    | 아프가니스탄 | 0      | 1      | 0      | 1    |
| 합계 | 합계         | 7      | 7      | 6      | 20   |

## 참가국
8개의 국가에서 32명의 선수가 1954년 아시안 게임 레슬링 경기에 참가했다:
- 아프가니스탄
- 실론
- 인도
- 일본
- 파키스탄
- 필리핀
- 중화민국
- 대한민국